# (3475) Fichte
(3475) Fichte es un asteroide perteneciente al cinturón de asteroides, descubierto el 4 de octubre de 1972 por Luboš Kohoutek desde el Observatorio de Hamburgo-Bergedorf, Hamburgo, Alemania.

## Designación y nombre
Designado provisionalmente como 1972 TD. Fue nombrado Fichte en honor del escritor alemán Hubert Fichte.